# بشرى سالم
بشرى سالم، هي دكتورة جامعية ورئيسة قسم العلوم البيئية بجامعة الإسكندرية الواقعة في محافظة الإسكندرية. وهي رئيسة مجلس التنسيق الدولي لبرنامج اليونيسكو الإنسان والمحيط الحيوي. وقامت كذلك بالعمل في المجلس الدولي للعلوم للتخطيط العلمي و المراجعة. حصلت على عدة جزائز وتم اختيارها كواحدة من فضليات النساء اللائي برزن في مجال العلوم من السفارة الأمريكية بالقاهرة. 

## التعليم
حصلت بشرى على درجة الدكتوراه بالاشتراك مع جامعة الإسكندرية وكلية لندن الإمبراطورية عام 1989. درست استخدام تقنية الاستشعار عن بعد في الاستفادة من الأراضي وخصوصاً القاحلة منها. بصفتها حاصلة على زمالة ما بعد الدكتوراه من جامعة لندن عام 1994، وعملت في جامعة ميريلاند (كوليج بارك)عام 1996. قامت بالعمل عن طريق استخدام قواعد بيانات حسابية لإدارة المعلومات الجغرافية والبيئية.

## البحث
تهتم بشرى بعدة مجالات بحثية كالتصحر والأراضي القاحلة والاستفادة من خاصية الاستشعار عن بعد، وتطبيقات نظم المعلومات الجغرافية وقواعد البيانات الإلكترونية لرصد ونمذجة التغييرات. و تشارك في تطوير المناطق المحمية ومحميات المحيط الحيوي لحفظ التنوع البيولوجي، و تقييم الأثر البيئي والتقييم الاستيراتيجي للبيئة والمصادر البلديلة للطاقة الشمسية.
لقد طوَرت مشروعًا دوليًا لتحلية المياه بالطاقة الشمسية للمجتمعات البدوية. وهي قائدة فريق محمية العميد للمحيط الحيوي في مصر. حصلت عام 1997 على جائزة السلطان قابوس لحماية البيئة، وذلك ثناءاً على مجهودها المبذول لمحاية الصحراء الغربية في مصر. عملت مع Caroline King-Okumu وغيرها في الإدارة المستدامة للأراضي الجافة (SUMAMED). 

## الجوائز
حصلت عام 1990 على جائزة جائزة اليونسكو للعلماء الشباب، للكشف عن التغيرات البيئية الزمنية في الأراضي القاحلة عن طريق الاستشعار عن بعد. دراسة حالة الصحراء الساحل الشمالي بمصر. 
حصل قسم علوم البيئة بكلية العلوم جامعة الإسكندرية عام 1997 على جائزة الساطان قوقاس للمحافظة على البيئة، من أجل تعاونه مع محمية العميد للمحيط الحيوي.
حصلت عام 2009 على جوائز اليونيسكو للعلماء الشباب، وهي منحة ميشيل باتيس منحة لدراسات حالة إدارة محميات المحيط الحيوي. 
قامت السفارة الأمريكية بالقاهرة عام 2013 في قاعة مشاهير النساء في مجال العلوم، بتكريم النساء اللواتي برزن في مجال العلوم في الشرق الأوسط وشمال إفريقيا.